# Henry Becque

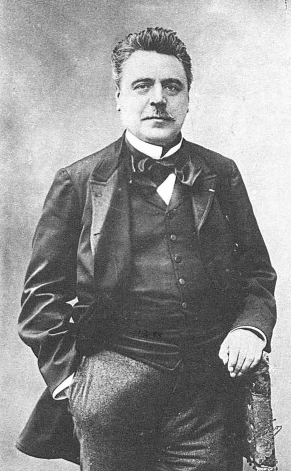
Henry Becque, Fotografie von Nadar

Henry Becque, eigentlich Henri-François Becque (* 28. April 1837 in Paris; † 12. April 1899 in Neuilly-sur-Seine) war ein französischer Dramatiker.

## Leben
Erst nach einigen Jahren in anderen Berufen – Angestellter der Compagnie des chemins de fer du Nord, Büroleiter eines Maklers und auch im Büro der Ehrenlegion – kam Becque zum Theater. 1867 konnte er mit seiner Oper Sardanapale debütieren. Zusammen mit dem Komponisten Victorin de Joncières bearbeitete er das gleichnamige Werk Lord Byrons. Seinen künstlerischen wie auch wirtschaftlichen Durchbruch erreichte er 1870 mit seinem Stück Michel Pauper; 1886 konnte er dieses Stück in einer Überarbeitung erneut erfolgreich auf die Bühne bringen.
Neben seinen Theaterstücken, welche immer ihr Publikums fanden, konnte sich Becque auch mit seinen Theaterkritiken mit der Zeit einen Namen machen. Er verfasste auch für verschiedene Zeitungen bzw. Zeitschriften (Le Matin, Le Peuple, Revue Illustrée) Kolumnen und Feuilletonistisches.
Zwei Wochen vor seinem 62. Geburtstag starb Henry Becque in Paris. Er fand seine letzte Ruhestätte auf dem Friedhof Père-Lachaise (Division 53).

## Ehrungen
- Noch in seinem Todesjahr 1899 wurde in Paris (18, Arrondissement) ihm zu Ehren eine Straße benannt.
- 1886 schuf der Bildhauer Auguste Rodin eine Skulptur von Henri Becque, die im November 1908 in einem Festakt durch die Stadt Paris am Place Prosper-Goubaux[1] aufgestellt worden war.
- Ritter der Ehrenlegion (28. Dezember 1886)

## Werke (Auswahl)
Memoiren
- Souvenirs d’un auteur dramatique. Paris 1895.

Lyrik
- Sonnets mélancholiques. Paris 1887.
- Le Frisson. Fantaisie rimée. Paris 1884.

Theaterstücke
- Sardanapale (Musik von Victorin de Joncières).[2]
- L’enfant prodigue.[3]
- Michel Pauper.[4]
- La Navette.[5]
- Les Corbeaux.[6] dt.: Die Raben
- La Parisienne.[7] dt.: Die Pariserin

Sachbücher
- Molière et „L’école des femmes“. Paris 1988, ISBN 2-85398-089-8 (unveränderter Nachdr. d. Ausg. Paris 1886).
- Querelles littéraires. Paris 1890.

Werkausgabe
- Théâtre complet. Charpentier, Paris 1937 (4 Bde.).
- Œuvres complètes. Paris 1924/1926 (7 Bde.):